# Monasterio (Guadalajara)
Monasterio es un municipio y localidad española de la provincia de Guadalajara, en la comunidad autónoma de Castilla-La Mancha. El término municipal tiene una población de 15 habitantes (INE 2024).

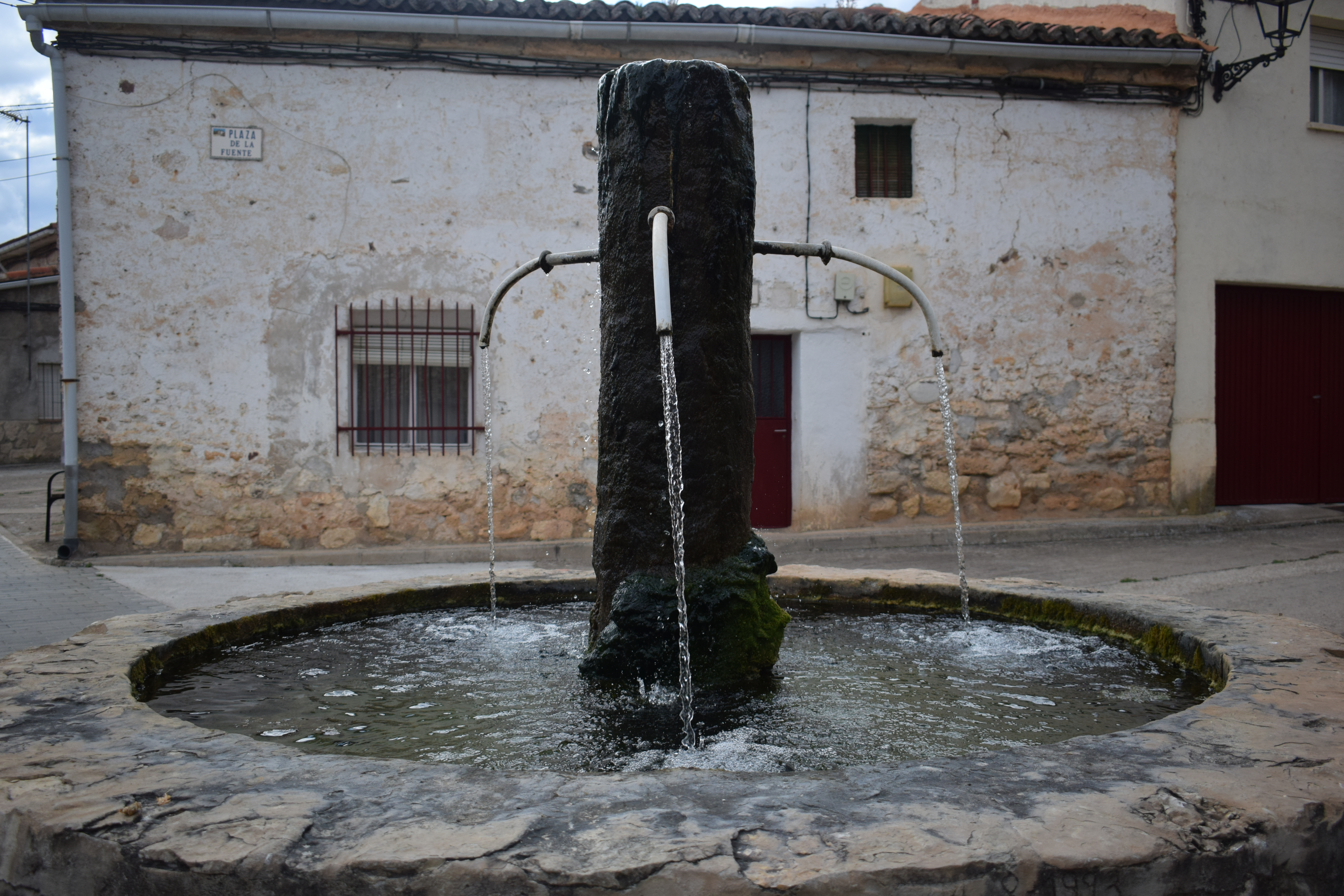
Fuente - pilón de Monasterio.

## Geografía
En el municipio se encuentra el despoblado de Fraguas.

## Historia
Hacia mediados del siglo XIX, el lugar tenía contabilizada una población de 138 habitantes. La localidad aparece descrita en el decimoprimer volumen del Diccionario geográfico-estadístico-histórico de España y sus posesiones de Ultramar de Pascual Madoz de la siguiente manera:

ORDIAL (el): l. con ayunt. en la prov. de Guadalajara (10 leg.), part. jud. de Atienza (4), aud. terr. de Madrid (20), c. g. de Castilla la Nueva, dióc. de Sigüenza (8). sit. en llano, al pie de la sierra de Alto-Rey, con libre ventilacion y clima frio; las enfermedades mas comunes son reumas. Tiene 48 casas; la consistorial con habitación para cárcel, y escuela de instruccion primaria á cargo de un maestro dotado con media fan. de trigo por vec; una igl. parr. (San Sebastian) y un paseo arbolado en el centro de la pobl. térm.: confina con los de Aldeanueva, Bustares, Las Navas y Umbrialejo: el terreno, fertilizado por un pequeño riach., es de mediana calidad; á la parte, del S. hay un monte encinar, y en todas direcciones lo hay de brezo y estepa. caminos: los locales y el de carruaje, que dirige á Cogolludo, en donde se recibe y despacha el correo. prod.: centeno, patatas, algo de hortaliza, leñas de combustible y yerbas de pasto y siego, con las que se mantiene ganado lanar, cabrio y vacuno; hay caza de perdices, liebres, conejos y chochas, y pesca de truchas. ind.: la agrícola y el carboneo. comercio: esportacion de algun ganado y carbon, é importacion de los art. que faltan. pobl.: 28 vec., 80 almas. cap. prod.: 590,000 rs. imp.: 35,400. contr.: 1,462.
(Madoz, 1848, p. 476)

## Demografía
Monasterio cuenta con una población de 15 habitantes (INE 2024).

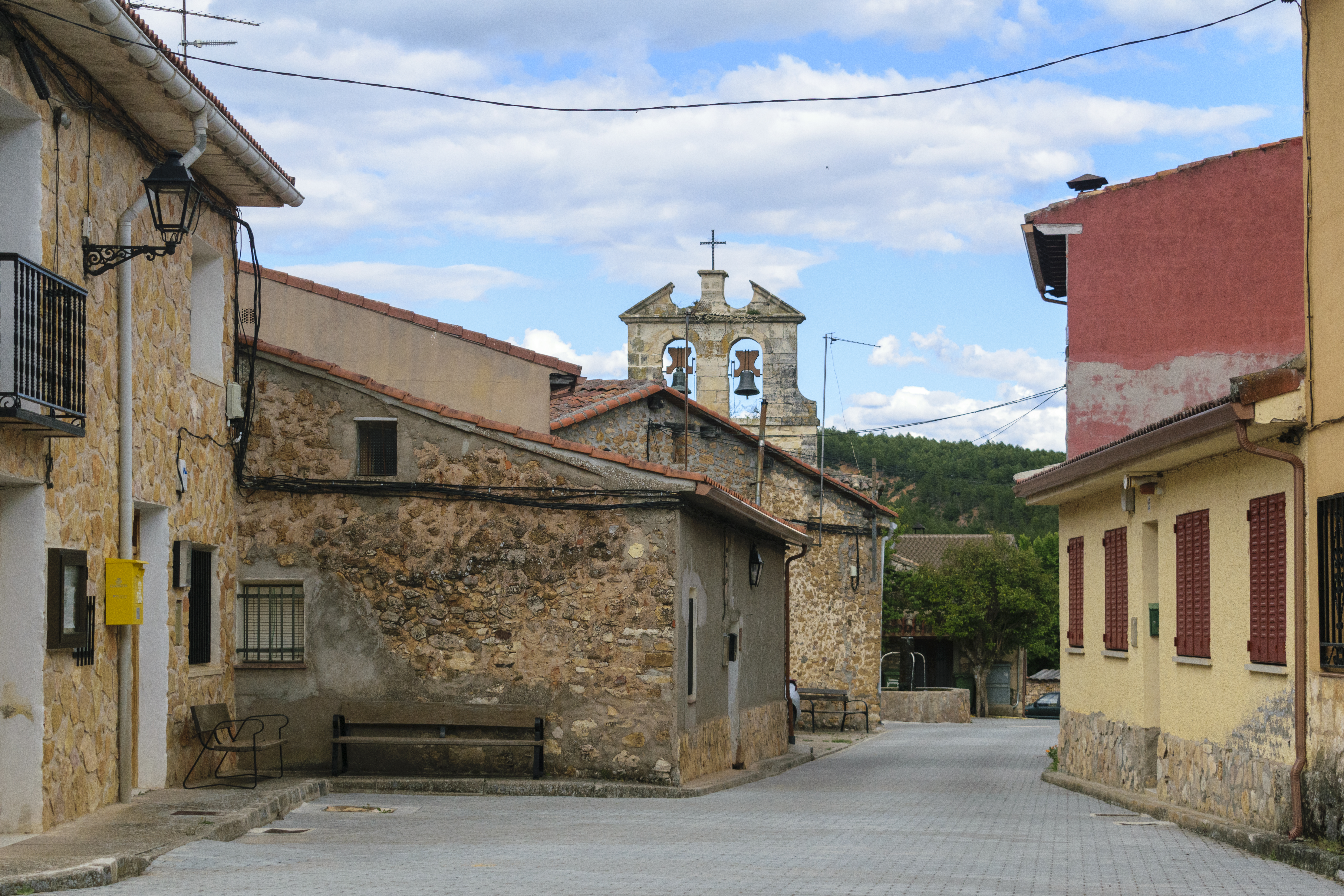
Calle Real, a la izquierda el ayuntamiento, al fondo la iglesia

| Gráfica de evolución demográfica de Monasterio entre 1842 y 2021 |
| |
| Población de derecho según los censos de población del INE Población de hecho según los censos de población del INEEntre el censo de 1857 y el anterior, crece el término del municipio porque incorpora a Fraguas |

| 19            | 21 | 21 | 24 | 22 | 13 | 15 |
| (Fuente: INE) |    |    |    |    |    |    |